# Trochosa ruricoloides
Trochosa ruricoloides är en spindelart som beskrevs av Schenkel 1963. Trochosa ruricoloides ingår i släktet Trochosa och familjen vargspindlar. Inga underarter finns listade i Catalogue of Life.